# Arsenal VG-33
L'Arsenal VG-33 era caccia monomotore ad ala bassa sviluppato dall'azienda francese Arsenal de l'Aéronautique nei tardi anni trenta.
Unico modello avviato alla produzione in serie della famiglia del VG-30, a causa dell'invasione tedesca non ebbe pressoché modo di entrare in linea con i Groupes de Chasse dell'Armée de l'air (i reparti da caccia dell'aeronautica militare francese) dato che solo un numero esiguo di esemplari ebbe modo di lasciare le linee di montaggio prima della caduta della Francia del giugno 1940.

## Storia del progetto
Attorno alla metà degli anni trenta la Francia era ancora alla ricerca di un modello con il quale rinnovare il parco velivoli in dotazione ai reparti da caccia dell'Armée de l'air, oramai considerato obsoleto. La specifica emessa dal Service Technique Aéronautique  (STAé), nel luglio 1934 per conto del Ministère de l'Air, non si era ancora concretizzata in un modello da produrre in serie e nel 1936 il governo francese si ritrovò nell'impellente esigenza di aumentare la propria capacità bellica incrementando il numero di velivoli disponibili. A questo scopo venne emessa una nuova specifica mirata alla valutazione di un velivolo di classe "C1", destinato a sostituire nelle linee di volo il Morane-Saulnier MS.406, di recente introdotto, che abbinasse le qualità di una moderna impostazione monoplana alla possibilità di avere un ritmo di produzione sostenuto.
Il primo stadio del progetto realizzato sulla base di questa specifica dall'Arsenal de l'Aéronautique diede vita al VG-30 (che fonti dell'epoca indicano anche come Galtier 30), che avrebbe dovuto montare il motore Potez 12 DC, un dodici cilindri contrapposti raffreddato ad aria, la cui disponibilità, tuttavia, non si concretizzò. Il primo volo del VG-30, nel frattempo dotato di un motore Hispano-Suiza 12Xcrs, ebbe luogo il 1º ottobre del 1938 e (benché dotato di un motore dalla potenza inferiore) mise in luce doti velocistiche migliori rispetto al velivolo che avrebbe dovuto sostituire.
In competizione con il Dewoitine D.520, il Morane-Saulnier MS.450 e lo SNCAO 200 (citato a volte anche come CAO 200), il VG-30 era il prodotto della collaborazione tra il generale (ed ingegnere) Michel Vernisse, che ricopriva l'incarico di direttore dello stabilimento Arsenal, ed il progettista Jean Galtier (da cui la sigla VG).
Come da specifiche il progetto abbinava una cellula di tipo semi-monoscocca, realizzata interamente in legno, all'ala posizionata bassa rispetto alla fusoliera. L'armamento previsto consisteva in quattro mitragliatrici MAC 1934 calibro 7,5 mm installate, due per ogni lato, nelle due semiali, abbinate ad un cannoncino aeronautico Hispano-Suiza HS.404 calibro 20 mm.
Il VG-30 fu ben presto soggetto a modifiche: una prima configurazione con superficie alare ridotta, denominata VG-31, fu scartata in base a calcoli progettuali che stabilirono che le prestazioni, per quanto considerevoli, sarebbero state vanificate da problemi di maneggevolezza.
La progettazione della famiglia di velivoli proseguì con il VG-32 ed il VG-33 che, sostanzialmente identiche, si differenziavano per l'impiego di diversi propulsori: mentre il VG-32 era progettato per montare il motore statunitense Allison V-1710, il VG-33 montava il motore Hispano-Suiza 12Y-31 già destinato al VG-31. Il VG-32 non vide mai la luce, in seguito a ritardi nella fornitura del motore, mentre il VG-33 volò per la prima volta il 25 aprile 1939. Durante le prime prove di volo dimostrò di poter raggiungere la velocità di 560 km/h e, nel settembre dello stesso anno, fu oggetto di un primo ordine per 220 esemplari che, in seguito a successive commesse, sotto la crescente minaccia tedesca ed in seguito allo scoppio della seconda guerra mondiale, raggiunse complessivamente le 1 000 unità.
Ulteriori modifiche furono studiate o approntate dopo l'inizio della produzione del VG-33: il VG-34 montava il più recente Hispano-Suiza 12Y-45 da 688 kW (935 CV), il VG-36 utilizzava il motore 12Y-51 da 735 kW (1 000 CV), inizialmente destinato al VG-35, e fu dotato di un radiatore aerodinamico che assomigliava a quello del P-51 Mustang. Singoli prototipi furono costruiti e volarono all'inizio del 1940. Il VG-37 doveva essere una versione del VG-36 con raggio d'azione aumentato e il VG-38 avrebbe dovuto usare il motore Hispano-Suiza 12Y-77, ma nessuno dei due prototipi fu mai costruito.
L'ultimo velivolo della serie fu il VG-39 inizialmente motorizzato con il propulsore Hispano-Suiza 12Y-89 da 882 kW (1 200 CV) che avrebbe dovuto utilizzare un albero motore più lungo per consentire di affinare l'aerodinamica della parte anteriore del velivolo: sulla base di queste modifiche l'aereo avrebbe raggiunto velocità considerevoli (625 km/h) anche una volta dotato di due ulteriori mitragliatrici. La versione destinata alla produzione avrebbe dovuto essere la VG-39bis con un motore Hispano-Suiza 12Z-17 da 1 177 kW (1 600 CV) e il radiatore aerodinamico della versione VG-36.
Pur in presenza delle diverse possibilità di sviluppo e dei diversi prototipi portati in volo, il VG-33 fu l'unico velivolo della famiglia a raggiungere la produzione in serie che, tuttavia, venne interrotta il 12 giugno del 1940 quando giunse l'ordine di evacuazione dell'aeroporto di Villacoublay, presso il quale i velivoli venivano definitivamente assemblati e consegnati a l'Armée de l'Air. All'epoca erano stati completati meno di venti esemplari (secondo altre fonti tale cifra si attesta a sette o ad una dozzina di unità).

## Tecnica

### Cellula
L'Arsenal VG-33 era un monoplano ad ala bassa, dalla struttura realizzata interamente in legno: il ricorso ad un materiale considerato "non strategico" (al contrario delle leghe di alluminio, all'epoca generalmente impiegate nella costruzione degli aerei) consentiva di evitare problemi di approvvigionamento e permetteva di suddividere la produzione presso piccole officine e falegnamerie anziché concentrarla presso grandi officine, potenzialmente più soggette ai bombardamenti del nemico.
La fusoliera aveva sezione ovale ed era caratterizzata dal muso piuttosto allungato al termine del quale, all'altezza del bordo d'uscita dell'ala, trovava alloggiamento la cabina di pilotaggio completamente chiusa con cappottina a scorrimento posteriore, la cui estremità (non vetrata) era sagomata e si raccordava con il tronco posteriore della fusoliera. Nella zona inferiore era sistemata una presa d'aria per l'impianto di raffreddamento del motore, anch'essa collocata in prossimità del bordo d'uscita alare.
Le ali presentavano un angolo di diedro leggermente positivo e rastrematura verso l'estremità e gli impennaggi erano di tipo classico.
Il carrello d'atterraggio era di tipo biciclo, retrattile: le gambe erano incernierate in prossimità della mezzeria delle ali e si ritraevano verso l'interno, disponendo le ruote di piatto entro lo spessore alare. Al posteriore era presente un pattino d'appoggio, di tipo fisso.

### Motore
Il VG-33 era motorizzato con l'Hispano-Suiza 12Y-31: si trattava di un motore V12 raffreddato a liquido, capace di sviluppare la potenza di 860 CV che, tramite un'elica tripala dal diametro di 2,95 m, consentiva al velivolo di raggiungere la velocità massima di circa 560 km/h.

### Armamento
La dotazione offensiva del VG-33 era costituita da un cannone Hispano-Suiza HS.404, alloggiato all'interno delle due bancate dei cilindri del motore e sparante attraverso il mozzo dell'elica (con serbatoio per 60 proiettili), e da quattro mitragliatrici MAC 34M39, calibro 7,5 mm, alloggiate a coppie nello spessore delle semiali (alimentate a nastro, con 850 proiettili per ciascuna arma).

## Impiego operativo
Le informazioni riguardanti le vicende operative del VG-33 non risultano particolarmente dettagliate: secondo alcuni due esemplari furono assegnati al "Group de Chasse I/2" (già equipaggiato con i Morane-Saulnier MS.406), mentre un altro piccolo lotto di velivoli venne affidato ai piloti polacchi, reduci dall'invasione della madrepatria, inquadrati nel "Group de Chasse I/55"; altri individuano il GC I/55 come l'unico reparto ad aver ricevuto (tra gli altri) anche alcuni esemplari del VG-33.
I pochi caccia Arsenal realizzati risultano essere passati sotto le insegne dell'Armée de l'Air de Vichy che li assegnò alla base di Châteauroux, presso la quale furono rinvenuti dalle forze tedesche nel novembre del 1942.

## Versioni
I dati sono tratti da "Dimensione Cielo", salvo diversa indicazione.
- VG-30: primo velivolo della serie, fu presentato al Salone di Parigi del 1936; avrebbe dovuto montare un motore Potez 12 DC ma, stante l'indisponibilità del propulsore, venne portato in volo il 1º ottobre del 1938 equipaggiato con un Hispano-Suiza 12Xcrs;
- VG-31: sviluppo, non completato, del VG-30; avrebbe dovuto montare un'ala di superficie ridotta ma i calcoli progettuali rivelarono che i vantaggi attesi in termini di velocità non avrebbero giustificato la ridotta maneggevolezza del velivolo;
- VG-32: variante nata successivamente al VG-33 dal quale, pur riprendendone integralmente la struttura, differiva per l'installazione del motore Allison V-1710 in ragione dei ritardi nelle consegne dei motori Hispano-Suiza 12Y. Due settimane prima del previsto battesimo dell'aria, il velivolo fu catturato dai tedeschi presso la base di Vélizy-Villacoublay;
- VG-33: unica versione prodotta in serie; dei 160 velivoli in corso di realizzazione nello stabilimento di Satrouville, solamente una dozzina erano in condizione di volare;
- VG-34: prototipo, sviluppo del VG-33, motorizzato con un Hispano-Suiza 12Y-45 da 688 kW e con velocità massima di 570 km/h, venne portato in volo nella primavera del 1940 (altre fonti indicano il 20 gennaio dello stesso anno[10]);
- VG-35: prototipo, sviluppo del VG-33, motorizzato con un Hispano-Suiza 12Y-51 da 1 000 CV (735 kW) equipaggiato con un cannone Hispano-Suiza HS.404 da 20 mm nel mozzo dell'elica e 4 mitragliatrici da 7,5 mm nelle semialiali[11];
- VG-36: prototipo, sviluppo del VG-33, motorizzato con un Hispano-Suiza 12Y-51 da 1 000 CV ed equipaggiato con un cannone Hispano-Suiza HS.404 da 20 mm nel mozzo dell'elica e 4 mitragliatrici da 7,5 mm nelle semialiali. Dotato di fusoliera con sezione più ampia, fu realizzato in un solo esemplare che venne portato in volo per la prima volta il 15 maggio 1940[12], ma totalizzò solo poche ore di volo;
- VG-37: studio per una prevista versione motorizzata con un Hispano-Suiza (ancora una volta capace della potenza di 1 000 CV); non ebbe seguito concreto;
- VG-38: ancora una versione rimasta sul tavolo da disegno, prevedeva l'impiego del Motore Hispano-Suiza 77 sovralimentato con doppio turbocompressore;
- VG-39: prototipo, sviluppo del VG-33, motorizzato con un Hispano-Suiza 89ter (Hispano-Suiza 12Z) da 1 200 CV (942 kW) equipaggiato con un cannone Hispano-Suiza HS.404 da 20 mm nel mozzo dell'elica e 6 mitragliatrici da 7,5 mm MAC 1934. Realizzato in un esemplare che fu portato in volo, in data imprecisata, dall'aeroporto di Tolosa.

## Utilizzatori
Francia
- Armée de l'air

 Francia di Vichy
- Armée de l'air de l'armistice

 Germania
- Luftwaffe (preda bellica)

## Velivoli comparabili
Francia
- Dewoitine D.520

 Germania
- Messerschmitt Bf 109-E

### Periodici
- William Green, Arsenal VG-30 e derivati, in Dimensione Cielo - Aerei stranieri nella 2ª guerra mondiale, Caccia Francia, 23/I, Roma, Edizioni dell'Ateneo & Bizzarri, 1974,  pp. 5-10.
- (EN) Paris Aero Show, in Flight, Sutton, Surrey - UK, Reed Business Information Ltd., 1º dicembre 1938,  p. 486. URL consultato il 29 giugno 2013.